# Henning Klodt
Henning Klodt (* 21. Februar 1952 in Günnenfelde) ist ein deutscher Wirtschaftswissenschaftler.

## Leben
Von 1972 bis 1978 studierte er Volkswirtschaftslehre an der Universität Kiel (Abschluss als Diplomvolkswirt). Nach der Promotion mit der Dissertation Produktivitätsschwäche in der deutschen Wirtschaft 1984 zum Dr. rer. pol. in Kiel war er von 1988 bis 1989 Leiter der Forschungsgruppe Technologie und Wachstum am IfW. Von 1990 bis 1997 war er Leiter der Forschungsgruppe Strukturwandel und Beschäftigung am IfW; Federführung in der Strukturberichterstattung. Von 1997 bis 2005 war er Leiter der Forschungsabteilung Wachstum, Strukturwandel und Internationale Arbeitsteilung am IfW. 1999 wurde er zum Direktor und Professor durch die Ministerpräsidentin des Landes Schleswig-Holstein ernannt. Von 2005 bis 2008 war er Leiter des Zentrums Bildungsprogramme am IfW. Von 2008 bis Ende August 2017 war er Leiter des Zentrums Wirtschaftspolitik am IfW.

## Schriften (Auswahl)
- Volkswirtschaftslehre für Juristen. Eine Einführung. Berlin 1992, ISBN 0-387-55733-4.
- mit Rainer Maurer und Axel Schimmelpfennig: Tertiarisierung in der deutschen Wirtschaft. Tübingen 1997, ISBN 3-16-146737-X.
- mit Jörn Kleinert: Megafusionen. Trends, Ursachen und Implikationen. Tübingen 2000, ISBN 3-16-147327-2.
- Wege zu einer globalen Wettbewerbsordnung. Mit Dokumenten zur internationalen Wettbewerbspolitik. Sankt Augustin 2006, ISBN 978-3-89665-405-2.